# Santa Tereza (Belo Horizonte)

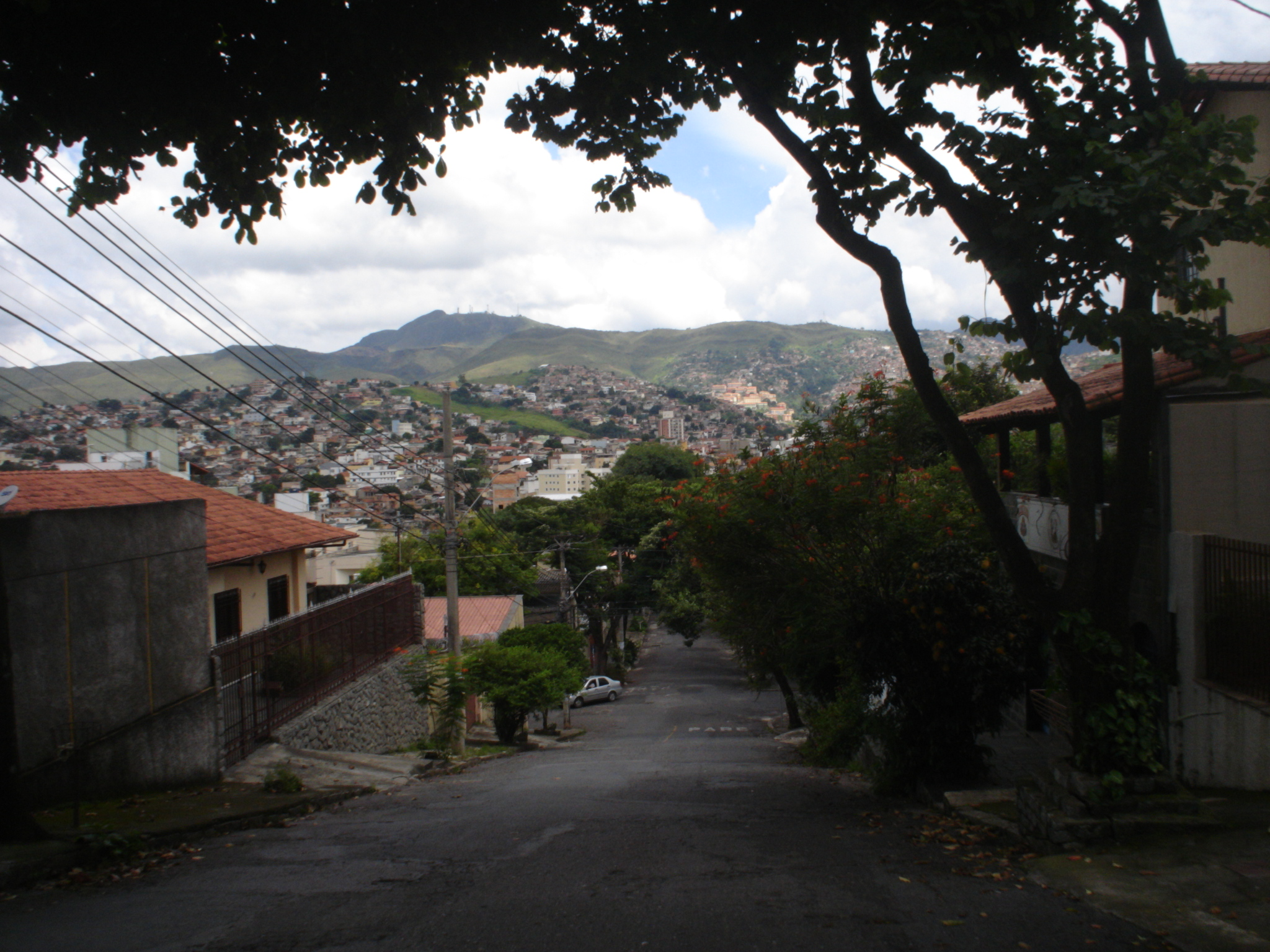
Uma rua no bairro Santa Tereza.

Santa Tereza é um bairro da região leste de Belo Horizonte. Já foi chamado de Colônia Américo Werneck, Bairro da Imigração, Alto do Matadouro, Bairro do Quartel e Fundos da Floresta.
Recebeu oficialmente o nome "Santa Tereza" em 1928, em homenagem à igreja situada na praça Duque de Caxias.
Ficou famoso por ser o berço de ícones da música brasileira como Milton Nascimento, Fernando Brant, Márcio Borges e Lô Borges (o chamado Clube da Esquina), Sepultura, Skank, entre outros.
O bairro ainda guarda características dos bairros da Belo Horizonte da década de 60, apesar do avanço crescente da violência e da substituição irregular de casas antigas por prédios de até três andares.

## História
O bairro nasceu como uma das cinco colônias agrícolas criadas ao redor da Avenida do Contorno nos primórdios da construção de Belo Horizonte, que serviam para produzir os alimentos que seriam consumidos na capital. Inicialmente chamada Colônia Córrego da Matta, depois denominada Américo Werneck. Nela foi construído um centro de Imigração que acolhia e regularizava a situação de imigrantes interessados em trabalhar nas colônias agrícolas ou na construção da capital. Chegavam predominantemente italianos, mas também portugueses e espanhóis. Em 1910, a população era de 292 pessoas, adultas, sendo 138 brasileiros, 30 italianos, 26 portugueses e 18 espanhóis, segundo um relatório da época. Ainda hoje moram vários descendentes destes imigrantes no bairro.
Em 1910 foi construído o Hospital Cicero Ferreira, conhecido como o Hospital do Isolado, em uma área arborizada no local hoje ocupado pelo Mercado Distrital do bairro. O local era conhecido por tratar pacientes psiquiátricos e tuberculosos, doença respiratória considerada incurável na época. A instalação do hospital, juntamente com a construção de um quartel do exército em 1916 na Praça Duque de Caxias (a partir de 1924 passou a sediar o Batalhão da Polícia Militar de Minas Gerais), deu início ao processo de urbanização do bairro, com abertura de ruas com sistema de esgoto, água e energia elétrica, trazendo comércio e a construção das primeiras casas.

### Tombamento
Em 4 de março de 2015, o bairro foi tombado pelo Conselho Deliberativo do Patrimônio Cultural do Município de Belo Horizonte. Trezentos imóveis entre casas, igrejas, restaurantes, bares e praças compõem a lista de tombamento.

## Efervescência cultural
Santa Tereza ganhou fama de ser um dos mais tradicionais redutos boêmios da cidade graças às casas de serestas e bares . Pessoas ligadas à arte costumavam se encontrar para confraternizar, compor música, dançar e cantar durante as madrugadas. Desses encontros nasceu, na década de 60, o movimento musical conhecido como Clube da Esquina, que marcou o início da carreira de Tavinho Moura, Wagner Tiso, Milton Nascimento, Lô Borges, Beto Guedes, Toninho Horta, Márcio Borges, Ronaldo Bastos, Fernando Brant e a banda 14 Bis. Na década de 80, o bairro foi o local de surgimento da banda Sepultura, e posteriormente da banda Skank, dentre outras. Santa Tereza é, de fato, o bairro que mais contribuiu para o cenário musical de Minas Gerais. Além da música, o bairro também serviu de moradia a inspiração para os irmãos Luis Góes, escritor, e José Góes, fotógrafo.
O bairro também é famoso pelo seu Carnaval, caracterizado pelo desfile de tradicionais blocos de rua. Os principais são: bloco caricato "Satã e seus asseclas", o bloco caricato "Os Inocentes de Santa Tereza" e o bloco "Toca Raul".
A beleza arquitetônica de suas casas antigas, a variedade de opções de diversão, as atividades culturais diversificadas, como as casas de seresta, as feiras de artesanato e o famoso macarrão do Bolão, atraem turistas e pessoas de todas as partes da cidade.

## Ligações Externas
- Santa Tereza Tem! - Notícias de Santa Tereza
- Contos do Santê (canal no Youtube)